# Constantin A. Rosetti

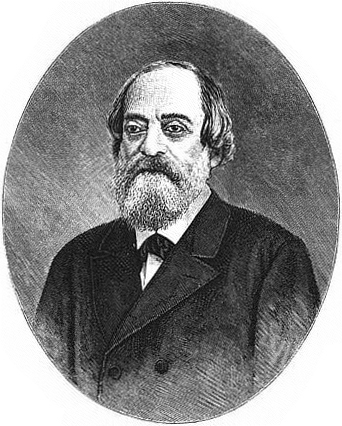
Constantin A. Rosetti

Constantin Alexandru Rosetti, född 2 juni 1816 i Bukarest, död där 8 april 1885, var en rumänsk politiker, gift med Maria Rosetti. 
Rosetti gjorde sig först känd som översättare och diktare, studerade några år på 1840-talet i Paris och återvände fylld av en revolutionär idealism, som han hela sitt liv förblev trogen; han deltog ivrigt i 1848 års omstörtningsrörelser, begav sig efter deras misslyckande 1850 åter till Paris, men återvände 1855 och förkunnade sedan i sin vitt spridda tidning "Romanul" sina radikala ideal, vilka han också med mindre framgång som politiker försökte omsätta i praktiken. 
Tillsammans med sin nära vän Ion Brătianu ledde han det parti som kallades "de röda". Han innehade flera gånger ministerposter, men aldrig för längre tid eller på ledande plats. Han behöll sin ungdoms svärmeri för sammansvärjningar behöll han och var en av ledarna för den komplott, som störtade furst Alexandru Ioan Cuza 1866. Han deltog även 1870 i de misslyckade stämplingarna mot Carol I. 
Sedan 1874–75 års partikoalition, i vilken han också, var verksam, störtat Lascăr Catargius konservativa kabinett, blev han 1876 president i den nyvalda kammaren och var inrikesminister under Brătianu en del av året 1878 samt 1881–82; glödande vän av Frankrike och en av förespråkarna för Rumäniens ingripande på Rysslands sida i rysk-turkiska kriget 1877–78, utträdde han ur regeringen 1882, då han ej ville vara meddelaktig i det närmande till Österrike och Tyskland, som då inleddes. Brytningen med Brătianu, med vilken han samverkat under hela sitt liv, blev fullständig, då dennes valrättsreformförslag ej sträckte sig så långt som den gamle radikalen önskade; 1884 lämnade Rosetti representationen.